# Frane Fingušt
Frane Fingušt (Split, 1937.), hrvatski pomorac i enigmat.

## Životopis
Godine 1957., nakon završene gimnazije (1951-1952) i Srednje tehničke škole, brodostrojarski odjel (1953-1957), a sve u Splitu, kao pomorski strojar odlazi ploviti. Kasnije je diplomirao na Pomorskom fakultetu u Rijeci.
U 45 godina pomorskog života obišao je cijeli svijet. Sada živi u Kanadi s dvojnim kanadsko-hrvatskim državljanstvom, a dosta vremena provodi u malom mjestu Punat na otoku Krku. Prijatelji ga zovu "hodajuća enciklopedija". Godine 2007. proslavio je 50. godišnjicu mature.

## Enigmatika
Sastavljačkom enigmatikom aktivno se bavio samo 1950-ih godina (od 1953. do 1957.), ali je enigmatici kao hobiju ostao vjeran cijeli život. Nakon odlaska na more, ljubav prema enigmatici je ostala jer je u danima plovidbe imao dosta vremena, a koristio ga je za ono što voli: enigmatiku i šah.

### Suradnja u listovima
Surađivao je u enigmatskoj rubrici "Slobodne Dalmacije" (u kojoj je objavio dosta križaljki), a radove je objavljivao i u osječkim enigmatskim listovima "Zagonetka" i "Rebus" urednika dr. Marijana Jurčeca.

### Enigmatski opis
Sastavljao je križaljke, rebuse, kvadrate, brojčanice, posjetnice i druge zagonetke te skupljao palindrome (posebno mu je bila draga račja rečenica "Udovica baci vodu!") te troslovne i četveroslovne riječi, koje su tada objavljivane u osječkoj "Zagonetki". U 42. broju "Zagonetke" iz 1954. godine objavljena je njegova križaljka na naslovnoj stranici.
Veliki poticaj i ljubav za enigmatiku dobio je od tada legendarnog Boživrana (Božidara Vranickog), koga je osobno poznavao. Suradnja s enigmatskim listovima prestala je 1957. godine kad je "otišao na more" (kako to pomorci kažu).
Križaljke u "Slobodnoj Dalmaciji" potpisivao je inicijalima (ff).

## Primjer zagonetaka
Zagonetne opreke, "Zagonetka", broj 41 (1954), str. 3
BOLESNO - PROFESIONALAC - SIT - PITANJE - DAN - EKSOGEN - HLADAN - DUGAČAK - PASIVA.
Gornjim riječima treba naći riječi suprotnog značenja.
Prva slova tih novih riječi dat će naziv našega enigmatskog lista.
Rješenje: Zagonetka
Posjetnica, "Zagonetka", broj 13, 26. III. 1955, str. 3
Ing. Luka Danett
profesor
Kladovo
Rješenje: dekan Prirodoslovnog fakulteta
Napomena: Prezime Danett postoji (usp. Daniel Danett)
Brojčanica, "Rebus", br. 1, II. 1957, str. 8
Rješenje: Tko rano rani, dvije sreće grabi.
Rješenje se dobiva od riječi tić, Grk, sav, jod, ben po principu "isti broj - isto slovo",
s tim da se u nabrojanim riječima svako slovo pojavljuje samo jedanput.